# Folco I d'Este
Folco I d'Este ou Foulques I d'Este, né vers 1070 et mort après 1134, est un membre de la maison d'Este, dynastie nobiliaire originaire de l'Italie du nord. Il est le fils de Alberto Azzo II, et seigneur et marquis d’Este de 1097 à sa mort. Il est considéré comme le fondateur de la dynastie d'Este, qui régnera sur Ferrare, Modène et Reggio et jouera un rôle politique majeur, au nord de l'Italie, dans les siècles qui suivront.

## Jeunesse
Fils d'Alberto Azzo (Albertazzo) II d'Este et de Gersende du Maine, fille d'Erberto (Herbert Eveille-Chien) comte du Maine, sa seconde épouse, Foulques (Folco) grandit à l'ombre de son père Albertazzo II, puissant marquis dont l'autorité - sensiblement érodée par le mouvement communal et les ambitions des ecclésiastiques - s'étend sur de nombreux domaines de l'Italie du Nord. En mars 1077, l'Empereur, peut-être pour le récompenser de ses bons offices dans la médiation qui s'est conclue avec la pénitence de Canossa, confirme à son père les droits de ses descendants sur ses possessions. Les actes correspondant indiquent que la famille domine alors de vastes possessions dans les comtés de Gavello, Padoue, Ferrare, Vicence, Vérone, Brescia, Crémone, Parme, Luni, Arezzo, Plaisance, Modène et Tortone.

## Querelles successorales
Le partage de ce patrimoine entre Foulques et son frère Ugo provoque une querelle qui verra les deux fils prendre parti, dans les démêlés qui suivent la réforme grégorienne, le premier aux côtés de son père et du Pape, avec Mathilde de Toscane, le second contre eux, du côté de l'Empereur.
À la mort de leur père (1097), le demi-frère de Foulques, Welf IV, qui a été exclu de la succession au motif qu'il a déjà hérité des biens de son oncle maternel Welf III entre à son tour dans la dispute familiale.
À la mort de Welf IV (1101) la querelle successorale se transmet à son fils Welf V, mari de Mathilde de Toscane, actif dans le nord de l'Italie, y compris dans les environs d'Este, où Albertazzo a fixé la famille. Les deux branches s'opposeront jusqu'en 1154, quand Henri le Lion, duc de Saxe et héritier des Welf, arbitrera en faveur des fils de Foulques, dès lors assurés de la légitimité de leurs possessions.
Folco était probablement encore en vie en 1134.

## Influence
Pendant ce temps, Foulques parvient  se faire attribuer juridiction sur Monselice et Montagnana et s'intéresse à Ferrare et à ses environs. Bienfaiteur, comme ses parents, du monastère camaldule de Santa Maria di Vangadizza (dans le Polesine de Rovigo), il l'utilise comme base de pouvoir pour faire reconnaître progressivement sa prééminence sur la noblesse locale. Il se rapproche également du monastère de Santa Maria di Pomposa, dans la province de Ferrare, de Pietro Torello, membre éminent de la noblesse de Ferrare et du monastère ferrarais de San Romano.

## Mort et succession
À sa mort, Foulques laisse de nombreux enfants : Obizzo, Bonifacio, Folco (II), Alberto, Azzo (IV) et Béatrice.
Obizzo I d’Este et sa lignée recueilleront les fruits des choix paternels, avec la confirmation à Obizzo II, un siècle plus tard (1264), de la seigneurie de Ferrare.

## Sources
- (it) Cet article est partiellement ou en totalité issu de l’article de Wikipédia en italien intitulé « Folco I d'Este » (voir la liste des auteurs) le 13/10/2012.

## liens internes
- Maison d'Este